# Veľké Vozokany
Veľké Vozokany (Hongaars: Nagyvezekény) is een Slowaakse gemeente in de regio Nitra, en maakt deel uit van het district Zlaté Moravce.
Veľké Vozokany telt 496 inwoners.